# Samuel Souprayen
Georges Marie Samuel Souprayen (Saint-Benoît, 18 februari 1989) is een Frans voetballer die doorgaans speelt als linksback. In juli 2023 verruilde hij Botev Plovdiv voor Melbourne City.

## Spelerscarrière
Souprayen groeide op in de omgeving van de Zuid-Franse havenstad Lyon. Hij speelde tussen 1998 en 2002 in de jeugd van CASCOL Oullins. In 2002 verkaste de verdediger naar Stade Rennais. Bij die club werd hij in de zomer van 2008 doorgeschoven naar het eerste elftal, waar hij rugnummer 4 kreeg toegewezen. Ook tekende hij een profcontract tot de zomer van 2011. Ook al zat hij in het eerste elftal, Souprayen kwam alleen in het tweede elftal in actie.
Rennais verhuurde hem in de zomer van 2009 voor één seizoen aan Dijon, op dat moment actief in de Ligue 2. Het seizoen erop keerde hij terug bij Rennais, waar hij op 21 juli 2010 zijn contract verlengde tot medio 2013. De linksback speelde vervolgens zestien wedstrijden voor de club in de Ligue 1. Hij tekende in juni 2011 voor vier jaar bij Dijon, dat net gepromoveerd was naar de Ligue 1. Het verblijf in de hoogste divisie in Frankrijk duurde één seizoen, waarna Souprayen de volgende drie seizoenen met de club doorbracht in de Ligue 2.
Hij verhuisde in juli 2015 vervolgens naar Hellas Verona, de nummer 13 van de Serie A in het voorgaande seizoen. In augustus 2017 tekent hij een nieuw contract tot 30 juni 2021. Souprayen verkaste in de zomer van 2018 voor circa driehonderdduizend euro naar AJ Auxerre. Drie jaar later verkaste hij naar Botev Plovdiv, om in juli 2023 voor twee seizoenen bij Melbourne City te tekenen. In zijn tweede seizoen in Australië kroonde hij zich met Melbourne City tot landskampioen. Hierop werd zijn contract met een jaar verlengd.

## Clubstatistieken
| Seizoen | Club           | Competitie | Competitie | Competitie | Beker | Beker | Internationaal | Internationaal | Totaal | Totaal |
| Seizoen | Club           | Competitie | Wed.       | Dlp.       | Wed.  | Dlp.  | Wed.           | Dlp.           | Wed.   | Dlp.   |
| ------- | -------------- | ---------- | ---------- | ---------- | ----- | ----- | -------------- | -------------- | ------ | ------ |
| 2009/10 | Dijon          | Ligue 2    | 31         | 0          | 0     | 0     | —              | —              | 31     | 0      |
| 2010/11 | Stade Rennais  | Ligue 1    | 16         | 0          | 4     | 0     | —              | —              | 20     | 0      |
| 2011/12 | Dijon          | Ligue 1    | 34         | 0          | 4     | 0     | —              | —              | 38     | 0      |
| 2012/13 | Dijon          | Ligue 2    | 27         | 0          | 1     | 0     | —              | —              | 28     | 0      |
| 2013/14 | Dijon          | Ligue 2    | 33         | 1          | 2     | 0     | —              | —              | 35     | 1      |
| 2014/15 | Dijon          | Ligue 2    | 28         | 1          | 3     | 0     | —              | —              | 31     | 1      |
| 2015/16 | Hellas Verona  | Serie A    | 20         | 0          | 2     | 0     | —              | —              | 22     | 0      |
| 2016/17 | Hellas Verona  | Serie B    | 41         | 0          | 1     | 0     | —              | —              | 42     | 0      |
| 2017/18 | Hellas Verona  | Serie A    | 22         | 0          | 4     | 0     | —              | —              | 26     | 0      |
| 2018/19 | AJ Auxerre     | Ligue 2    | 29         | 0          | 1     | 1     | —              | —              | 30     | 1      |
| 2019/20 | AJ Auxerre     | Ligue 2    | 20         | 0          | 3     | 0     | —              | —              | 23     | 0      |
| 2020/21 | AJ Auxerre     | Ligue 2    | 1          | 0          | 2     | 0     | —              | —              | 3      | 0      |
| 2021/22 | Botev Plovdiv  | Parva Liga | 29         | 1          | 0     | 0     | —              | —              | 29     | 1      |
| 2022/23 | Botev Plovdiv  | Parva Liga | 28         | 0          | 1     | 0     | 2              | 0              | 31     | 0      |
| 2023/24 | Melbourne City | A-League   | 21         | 2          | 3     | 0     | 5              | 0              | 29     | 2      |
| 2024/25 | Melbourne City | A-League   | 21         | 1          | 1     | 0     | —              | —              | 22     | 1      |
| Totaal  | Totaal         | Totaal     | 401        | 6          | 32    | 1     | 7              | 0              | 440    | 7      |

Bijgewerkt op 11 juni 2025.

## Erelijst
| A-League | 1 | 2024/25 |